# Informe MacBride
El Informe MacBride, también conocido como «Voces múltiples, un solo mundo», es un documento de la Unesco publicado en 1980 y redactado por la Comisión Internacional para el Estudio de los Problemas de la Comunicación, presidida por el irlandés Seán MacBride, ganador del premio Nobel de la Paz. Su objetivo era analizar los problemas de la comunicación en el mundo y las sociedades modernas, particularmente en relación a la comunicación de masas y a la prensa internacional, y entonces sugerir un nuevo orden comunicacional para resolver estos problemas y promover la paz y el desarrollo humano.
El informe MacBride es un documento, de carácter político e intelectual, impulsado por la Organización de las Naciones Unidas para la Educación, la Ciencia y la Cultura (Unesco) cuyo objetivo era el desarrollo de un nuevo equilibrio mundial en el ámbito de la información y de la comunicación. 
Este informe se presentó en la Conferencia General de la UNESCO en el año 1980 y habla, explícitamente, de las relaciones que se establecen entre los campos de la comunicación, las relaciones de poder y la democracia. El título original de este informe es «Un sólo mundo, voces múltiples», al que se terminó por conocer como «Informe MacBride» a consecuencia de que Sean MacBride fue el presidente de la Comisión Internacional que se encargó de este estudio. 
En el documento se establecieron los principios, las acciones y los puntos en los que debería basarse ese Nuevo Orden Mundial de la Información y Comunicación (NOMIC) que se proponía en el informe. 

## «Voces múltiples en un mundo al revés»
Sean MacBride fue Ministro de Asuntos Exteriores de Irlanda. En 1974 fue galardonado con el Premio Nobel de la Paz; en 1977 obtuvo también el equivalente soviético del Nobel, llamado Premio Lenin. MacBride centró sus trabajos en la defensa de los Derechos Humanos y fundó, en 1946, el Partido Republicano Irlandés. A su vez, en 1961 fue cofundador y presidió la organización de defensa de los derechos humanos Amnistía Internacional, y, desde 1974 a 1976, trabajó como Alto Comisionado de las Naciones Unidas en Namibia.
En 1977 la UNESCO le nombró Presidente de la Comisión Internacional que se encargaría de desarrollar un estudio sobre los problemas de la comunicación. Estudio que daría lugar al denominado Informe MacBride. 

### El germen del Informe MacBride
En junio de 1977, Sean MacBride pronunció un discurso en la UNESCO sobre el papel de la prensa y la importancia de esta en la sociedad. El discurso se centró en la fragilidad y la vulnerabilidad de la prensa a consecuencia de las grandes presiones económicas, financieras y políticas que sufrían los medios de comunicación del momento. Estas presiones tenían su origen en los intereses de las multinacionales de los grandes grupos de comunicación. 
En ese mismo discurso, MacBride sugirió que una organización como la UNESCO tendría que encargarse de investigar la cuestión planteada y que, además, esta debería proponer un objeto de declaración o, incluso, una convención que intentara proteger el derecho a la libertad de expresión y de información con el fin de evitar que los medios de comunicación fueran manipulados por los gobiernos de turno o por los intereses económicos. 
Su discurso tuvo tanto calado en la UNESCO que, unos meses más tarde, M. M'Bow, entonces director general de la UNESCO, le propuso ser el presidente de una Comisión Internacional que se encargara de estudiar los problemas que existían en el ámbito de la comunicación.
En esa Comisión participaron grandes personalidades del mundo de la información y de la comunicación. Entre ellos destacaron: Hubert Beuce-Mery, fundador de Le Monde; Gabriel García Márquez, escritor colombiano; y Leonid Zamiatin, Portavoz del Gobierno soviético. Betty Zimmerman (Canadá), fue la única mujer en integrar la Comisión y la única con experiencia en medios electrónicos.
La Comisión comenzó sus trabajos en diciembre de 1977, trabajos que duraron unos tres años. El propio Sean MacBride afirmó que «las circunstancias que rodeaban la creación de esta Comisión no me inspiraban el más mínimo optimismo. En los años 70 las discusiones internacionales sobre el problema de la comunicación habían llegado al estadio del enfrentamiento directo». Estos enfrentamientos se producían entre el tercer mundo, que se quejaban de las informaciones que los países desarrollados divulgaban ya que, creían que, éstas atentaban contra la libre circulación de la información.
Sean MacBride y sus compañeros de Comisión intentaron, por todos los medios, analizar la situación de la comunicación desde el punto de vista histórico, político y social porque, según ellos, era la única manera de asegurar el futuro de la sociedad. En el Informe Mc Bride se solicitaba un nuevo papel de los medios de comunicación, un papel que intentara sobrepasar el ámbito de «los primeros auxilios» y que se centrara en ayudar al desarrollo y al cambio de los países menos favorecidos. 
A su vez, el Informe se centró en la defensa y la protección de los periodistas que, por su trabajo, suelen ser molestos para los gobiernos, los políticos y los intereses económicos de estos. Así, Sean MacBride dio una gran importancia a la protección de los periodistas de investigación y de los reporteros de guerra.
Además de todo lo anterior, el Informe MacBride expone los delitos, cuyo origen está en el poder, que influyen negativamente en el periodismo; y los derechos y deberes deontológicos del periodista. Entre los deberes se destacaron: la responsabilidad social de los profesionales de la información que implica una serie de obligaciones respecto de la opinión pública; el respeto hacia las leyes, con el fin de que los periodistas no vulneren los derechos de los ciudadanos; y la necesidad de asumir, por parte de los profesionales, la responsabilidad contractual con los medios de comunicación. Es importante añadir que, el Informe MacBride, resalta que la libertad de expresión tiene una gran importancia siempre que se ejerza con responsabilidad, relacionando esta con la ética profesional. Si esto no fuera así se podría producir una distorsión de la información que repercutiría en los ciudadanos, según el informe.

## Títulos, Líneas de Actuación y Puntos Destacados del Informe MacBride

### Títulos del Informe MacBride
Tras presentar, en 1980, la investigación desarrollada por la Comisión MacBride, los miembros de esta establecieron 82 recomendaciones que quedaron divididas en los siguientes títulos: 
- Política de Comunicación para la independencia y el autodesarrollo
- Refuerzo de las licencias para las tecnologías apropiadas
- Nuevas tareas sociales para los medios de comunicación
- Integración de la comunicación al desarrollo
- El recurso de la ética y las normas para la integridad profesional
- La democratización de la comunicación: Componente esencial del derecho humano
- El refuerzo de la identidad cultural para la dignidad humana
- El acceso a la información técnica: Recursos esenciales para el desarrollo
- Promoción de la cooperación internacional para los mecanismos adecuados
- Miembros asociados del desarrollo: Todos los actores implicados

De todos estos títulos, el Informe MacBride insistía en varios de ellos como claves para la creación del Nuevo Orden Mundial de la Información y Comunicación (NOMIC). El primero de éstos es el que hace referencia a la Integración de los medios de comunicación, íntimamente relacionado con la informática como punto imprescindible para el desarrollo. En 1980 se preveía ya la gran revolución que traería el avance de la informática y la influencia que esta tendría en el ámbito de la comunicación. Por ello, el Informe MacBride insistía en que era de extrema necesidad que los países del tercer mundo pudieran alcanzar, en igualdad de condiciones, los avances tecnológicos con el fin de mejorar los flujos de comunicación.
El otro de los títulos en los que se hacía hincapié es el que hace alusión a la democratización de la comunicación. La investigación que llevó a cabo la Comisión MacBride demostró que existía, a nivel mundial, una carencia en la democratización de la información y relacionó este hecho con el artículo 19 de la Declaración Universal de los Derechos Humanos, así como con el derecho de los ciudadanos a acceder libremente a las fuentes de información. Por ello, la Comisión propuso crear unas líneas de actuación, a nivel internacional, que favorecieran el equilibrio entre las leyes internas de cada país y el derecho internacional. Así, se produciría una verdadera democratización de la información. Además, la Comisión se centró en defender el cumplimiento de los derechos humanos, cuya defensa corresponde en gran medida a los medios de comunicación, y afirmaba que éstos no existirían sin el reconocimiento de la libertad de expresión, la libertad de prensa, la libertad de información y el derecho de reunión. 
Así mismo, la Comisión MacBride resaltó la transcendencia que tenía el hecho de crear unos códigos deontológicos y consideró que éstos debían ser desarrollados por los propios profesionales de la información, algo que ya se recogía en la Declaración de la UNESCO sobre la contribución de los medios de comunicación al refuerzo de la paz y de los derechos humanos. Además, se propuso la instauración de Consejos de Medios de Comunicación ya que la Comisión consideraba que el desarrollo de estos organismos podrían favorecer la participación democrática y la eliminación de las distorsiones de la información que se producían en el ámbito de la comunicación.

### Líneas de Actuación del Informe MacBride
El Informe MacBride se sustentaba en dos premisas claves. La primera de ellas, hacía referencia al poder de informar y al poder de ser informado. El informe venía a decir que esta era la esencia de la sociedad moderna. De tal forma que, al producirse un aumento de la concentración del poder de informar, este podría provocar el desarrollo de nuevas maneras de control que llevarían a la desaparición de los poderes en las sociedades. La segunda premisa, hacía alusión a que la información es un recurso de extrema importancia en la sociedad que estaba íntimamente ligado a la comunicación, la tecnología y la cultura. Así, se establecieron cinco líneas de actuación: 
- Promover la idea de que la comunicación es un derecho fundamental de los ciudadanos y grupos sociales
- Aminorar los desequilibrios y desigualdades, así como las distorsiones, que se producen en el momento de la difusión de la información
- Promover una comunicación democrática global en la que se respeten las identidades culturales y los derechos individuales de los ciudadanos
- Desarrollar políticas de comunicación, en cada uno de los estados, relacionadas con el proceso de desarrollo
- Investigar cuáles deben ser las bases sobre las que se sostendría el Nuevo Orden Mundial de la Información y la Comunicación (NOMIC) como parte de un Nuevo Orden Económico Internacional (NOEI)

### Puntos Fuertes del Informe MacBride
Como se ha citado anteriormente, el Informe MacBride fijó los puntos sobre los cuales había de construirse el Nuevo Orden Mundial de la Información y Comunicación (NOMIC). Estos eran los siguientes: 
- Eliminación de los desequilibrios y Desigualdades entre el tercer mundo y los países desarrollados;
- Erradicar los efectos negativos que se producen por la creación de monopolios;
- Liquidar las barreras, tanto internas como externas, que impiden la libre circulación y una difusión equilibrada de la información;
- Garantizar la pluralidad de las fuentes y los canales de la información;
- Garantizar, a su vez, la libertad de prensa y de información;
- Aumentar la capacidad de los países del tercer mundo para mejorar la situación, el equipamiento y la formación profesional de los periodistas;
- Cooperación de los países desarrollados hacia el cumplimiento del punto anterior;
- Respetar la identidad cultural y el derecho de cada país de informar a los ciudadanos del mundo de sus aspiraciones y sus valores, tanto sociales como culturales;
- Respetar el derecho de todos los pueblos del mundo a participar en los flujos de información internacionales;
- Respetar los derechos de los ciudadanos de acceder a las fuentes de información y de participar activamente en el proceso de comunicación.

## El Fracaso del Informe MacBride
El lema que estuvo presente durante todo el Informe MacBride fue la solidaridad internacional. Para que las líneas de actuación y las recomendaciones de esta Comisión fueran efectivas, éstas debían ser apoyadas por el Sistema de Naciones Unidas y, concretamente, por la UNESCO. El informe se aprobó en 1980, una fecha en la que la revolución tecnológica favorecía a los países desarrollados y, sobre todo, a Estados Unidos. Los países desarrollados se sintieron ofendidos con la propuesta porque esta promulgaba el derecho de todos a acceder a las nuevas tecnologías y el derecho de todos a emitir cualquier tipo de información, hecho que mermaba los intereses económicos de los países desarrollados.
Precisamente, con la llegada de Ronald Reagan al Gobierno, Estados Unidos se desmarcó totalmente del Informe MacBride y elaboró un programa de desarrollo con unas pautas de actuación contrario a la ONU y a la UNESCO. Este programa estadounidense dejaba ya de lado las propuestas que hacían referencia a la eliminación de los desequilibrios mundiales, al control del monopolio en el campo de la comunicación, la supresión de barreras y la pluralidad de las fuentes y los canales de información, todos ellos aspectos claves en el Informe MacBride. Así, Estados Unidos anunció, poco tiempo después, que dejaba de formar parte de la UNESCO. El trabajo de la Comisión presidida por Sean MacBride empezó a considerarse, por parte del bando estadounidense, como un «conjunto de proyectos sovietizantes» que eran prácticamente incompatibles con las libertades de las sociedades democráticas. 
Estas ideas fueron compartidas, desde que Estados Unidos anunció su retirada de la UNESCO hasta su salida real (1985), por los grandes grupos mediáticos. Los estadounidenses consideraron que el informe «Un sólo mundo, voces múltiples» se convirtió en una obsesión para MacBride y lo tacharon de incompatible con la libertad de expresión y la libertad de información. A partir de entonces, Sean MacBride empezó a carecer de credibilidad e, incluso, de voz y M'Bow, uno de los grandes apoyos de MacBride, fue relevado de su cargo como director general de la UNESCO. Con la salida de M'Bow de la UNESCO, esta desarrolló una nueva estrategia de comunicación que eliminaba totalmente las pautas y objetivos del Informe MacBride y terminaba para siempre con el espíritu de consenso que había hecho posible su elaboración. 
Así, en 1989, se celebra la XXIV Conferencia General de la UNESCO en la que se borran todos los principios que el Informe MacBride había promulgado y se vuelve a los inicios de la UNESCO, es decir, vuelven a debatirse aspectos relacionados con los flujos de información y el papel de los medios de comunicación en los países en desarrollo, pero desde el punto de vista inicial de la UNESCO. Un punto de vista que había favorecido siempre a Estados Unidos, desde 1946 hasta 1970, y a los países desarrollados.